# 2017 VR12
2017 VR12 — астероид, сближающийся с Землёй.
Сближение с Землёй состоялось 07 марта 2018 года в 07:53 UTC, расстояние — 1,443 млн км или 3,76 расстояния до Луны (LD). Относительная скорость VR12 2017 — 6,3 км/с (22 427 км/ч).
С 5 по 7 марта 2018 года на радиотелескопах Голдстоун, Аресибо и Грин-Бэнк было запланировано наблюдение этого астероида.

## Сближения
| дата             | а. е.    | расстояний до Луны | небесное тело |
| ---------------- | -------- | ------------------ | ------------- |
| 04.03.1915 4:06  | 0,023209 | 9,04               | Земля         |
| 12.03.1968 7:09  | 0,021541 | 8,39               | Земля         |
| 07.03.2018 7:53  | 0,009662 | 3,76               | Земля         |
| 07.03.2018 8:18  | 0,007645 | 2,98               | Луна          |
| 10.03.2079 12:04 | 0,011732 | 4,57               | Земля         |
| 01.03.2100 13:01 | 0,038314 | 14,9               | Земля         |
| 18.03.2166 19:31 | 0,043659 | 17,0               | Земля         |